# Jean-Baptiste Libouban
Jean-Baptiste Libouban, né à Paris le 24 février 1935 et mort le 14 juin 2021 à Besançon,, a été membre des Communautés de l'Arche (mouvement créé par Lanza del Vasto), dont il a été le principal responsable de 1990 à 2005 et fut l'initiateur du mouvement des « Faucheurs volontaires ».

## Biographie
Jean-Baptiste Libouban est né à Paris le 24 février 1935 dans une famille d'origine bretonne et mort le 14 juin 2021. Il est le fils de Jules Libouban et de Suzanne Grelet. C'est pendant ses études à Strasbourg qu'il rencontre Lanza del Vasto puis s'engage dans la première communauté du mouvement de l'Arche à Bollène (Vaucluse), il n'a alors que 22 ans. 
Appelé à effectuer son service militaire, il obtient d'être infirmier sans arme. Dans un premier temps il refuse son affectation dans une troupe de paras accusée d'avoir pratiqué la torture et passe six semaines en prison. Puis il effectue 27 mois de service dans les zouaves en Algérie. Il travaille ensuite en Algérie, d'abord dans un hôpital puis dans l'enseignement.
Après s'être marié, en Algérie, Jean-Baptiste Libouban rejoint avec sa femme l'Arche en 1963. Il est l'instituteur de la classe unique de la communauté, et aussi le menuisier.
Il vit durant de nombreuses années dans la communauté de l'Arche de La Fleyssière (Joncels, département de l'Hérault), où la vie est très simple.

## Actions non-violentes

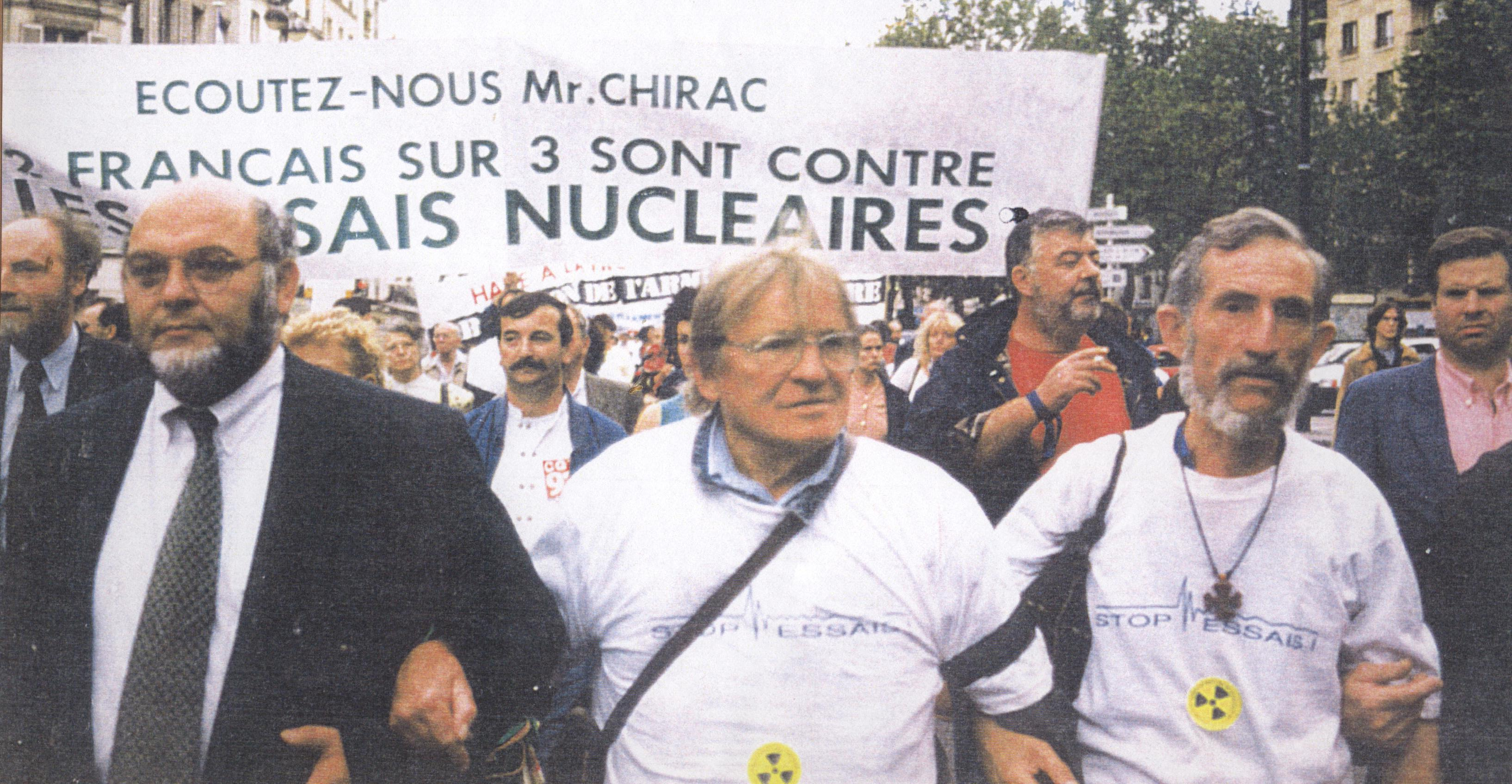
Robert Hue, Jean-Pierre Lanvin et Jean-Baptiste Libouban en tête du cortège contre les essais nucléaires français.

Jean-Baptiste Libouban participe à plusieurs actions non-violentes : contre la fabrication de la première bombe atomique française (site de Marcoule), contre l'extension militaire du plateau du Larzac, aux côtés des Kanaks en Nouvelle-Calédonie, contre les deux guerres du Golfe, contre la guerre en Irak (jeûne à New York).
Il est l'initiateur du mouvement des « Faucheurs volontaires », dont il a appelé à la création lors du rassemblement du « Larzac 2003 ». Il a participé à de nombreux fauchages et a été condamné par la cour d'appel de Toulouse le 8 novembre 2005 pour une action de destruction de parcelle de maïs transgénique le 25 juillet 2004 à Menville dans le département de la Haute-Garonne.
Il s'est pourvu en Cassation contre cette décision. La cour de Cassation condamne les huit accusés, dans son arrêt de janvier 2007, à payer solidairement au total 9 000 euros à trois sociétés.
Jean-Baptiste Libouban a refusé un prélèvement d'ADN, ce qui lui a valu un procès au tribunal correctionnel de Montpellier, qui le condamne à une amende d'un euro le 11 mars 2008. Mais la cour d'appel de Montpellier l'a relaxé le 22 octobre 2008 (ainsi que 2 autres faucheurs également poursuivis pour refus de prélèvement ADN qui avaient, eux, été relaxés par le tribunal correctionnel de Millau), et la cour de cassation a confirmé cette relaxe le 23 juin 2009.

## Articles
- Jean-Baptiste Libouban, Les Communautés de l'Arche : "Plutôt que de prêcher, mieux valait agir", Non-violence Actualité, 1990Article dans le numéro de janvier 1990 de la revue Non-violence Actualité.
- Jean-Baptiste Libouban, Éthique ou manière d'agir, Alternatives non violentes, 1996Article dans le numéro 100, automne 1996, de la revue Alternatives non violentes.
- Jean-Baptiste Libouban, Lanza del Vasto : Éveilleur et combattant, Alternatives non violentes, 2001Article dans le numéro 119-120, été 2001, de la revue Alternatives non violentes.
- Jean-Baptiste Libouban, Une initiative féconde : Jeûne à la porte de l'O.N.U., Cahiers de la Réconciliation, 2004Article dans les Cahiers de la Réconciliation, numéro 1, 2004.
- Jean-Baptiste Libouban, Préparation corporelle à la non-violence active, Alternatives non violentes, 2006Article dans le numéro 138, mars 2006, de la revue Alternatives non violentes.
- Jean-Baptiste Libouban, Le Jeûne, action civique, article posté sur le site Construire un monde solidaire en avril 2006 [lire en ligne (page consultée le 19 mars 2008)]

## Filmographie
- La guerre n'est pas la solution, elle est le problème : Le sens d'un jeûne, un film de Louis Campana, avec Jean-Baptiste Libouban et Alain Richard., Association Shanti, [2003] (Jeûne aux Nations unies, New York, février-mars 2003).

### Sources
- Article de Matthieu Ecoiffier, Libouban, la non-violence dans les gènes posté sur le site de José Bové le 16 juin 2006. [lire en ligne (page consultée le 19 mars 2008)]